# Aristosuchus
Aristosuchus — рід малих целурозаврів, назва яких походить від грецького ἄριστος (що означає «найсміливіший», «найкращий», «найблагородніший») і σουχος (давньогрецьке спотворення імені єгипетського бога Собека з головою крокодила). Він мав багато спільних рис із птахами.

## Відкриття

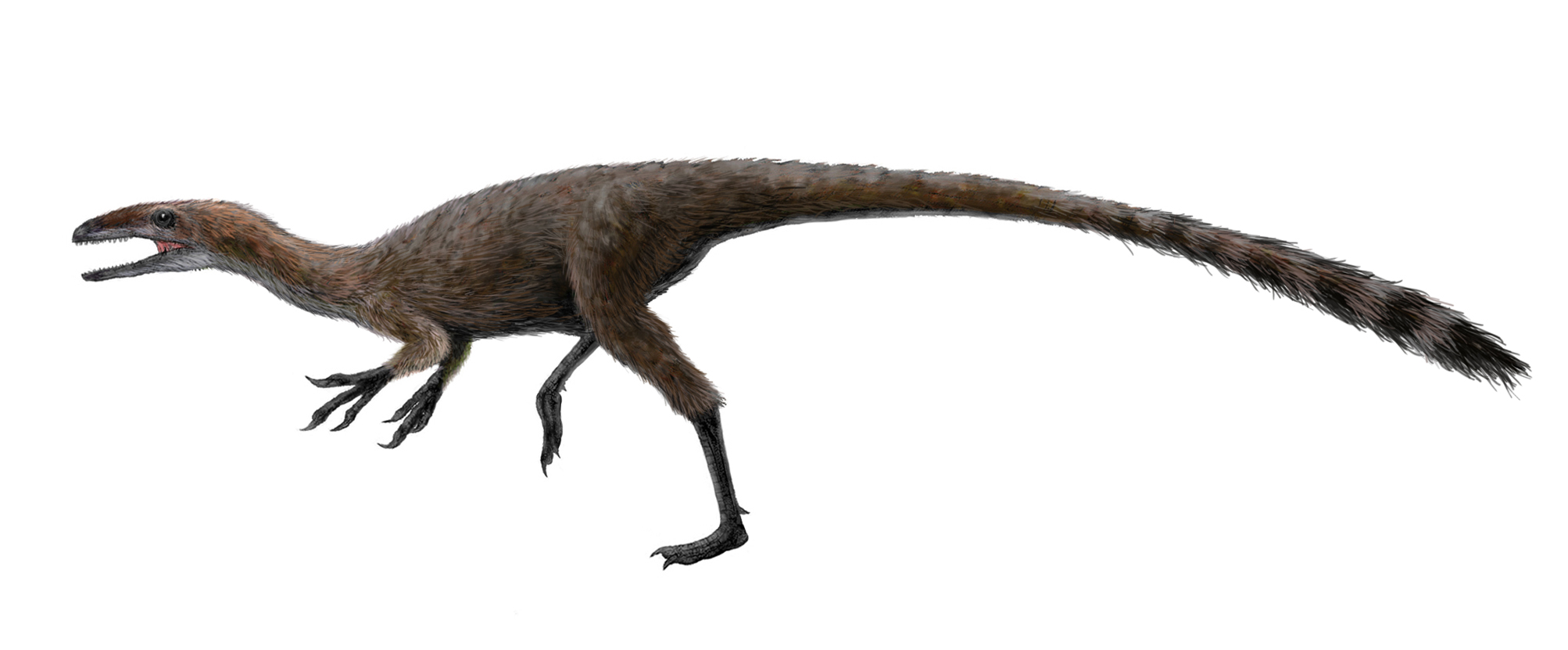
Художнє представлення

Типовий вид, Aristosuchus pusillus, був описаний у 1876 році Річардом Оуеном і названий Poekilopleuron pusillus. Видовий епітет у перекладі з латини означає «малий». Гаррі Говер Сілі (1839–1909) дав йому назву Aristosuchus у 1887 році.
Його було знайдено в групі Wealden, яка датується ранньою крейдою (баремським періодом) в Англії, на острові Вайт, тобто приблизно 125 мільйонів років тому.

## Опис
Арістозух був двоногим динозавром-тероподом, який харчувався м'ясом. Вважається, що цей хижак був близько 2 метрів і важив приблизно 30 кілограмів. За словами Грегорі С. Пола, його вага становила 7 кілограмів.
Стегнова кістка арістозуха має крилоподібний передній вертлюг і помітно зменшений четвертий вертлюг.